# Coprosma petriei
Coprosma petriei är en måreväxtart som beskrevs av Thomas Frederic Cheeseman. Coprosma petriei ingår i släktet Coprosma och familjen måreväxter. Inga underarter finns listade i Catalogue of Life.